# Tenedor libre
Un tenedor libre, buffet libre o restaurante autoservicio es un tipo de restaurante en que los clientes pagan un precio fijo por el cual pueden comer todo lo que deseen.
Es común que en esta clase de establecimientos la bebida sea cobrada por separado, a un precio elevado. En algunos tenedores libre, sólo una porción de postre viene incluida en el precio fijo, aunque generalmente el postre también es ilimitado.